# Schatz von Traprain Law

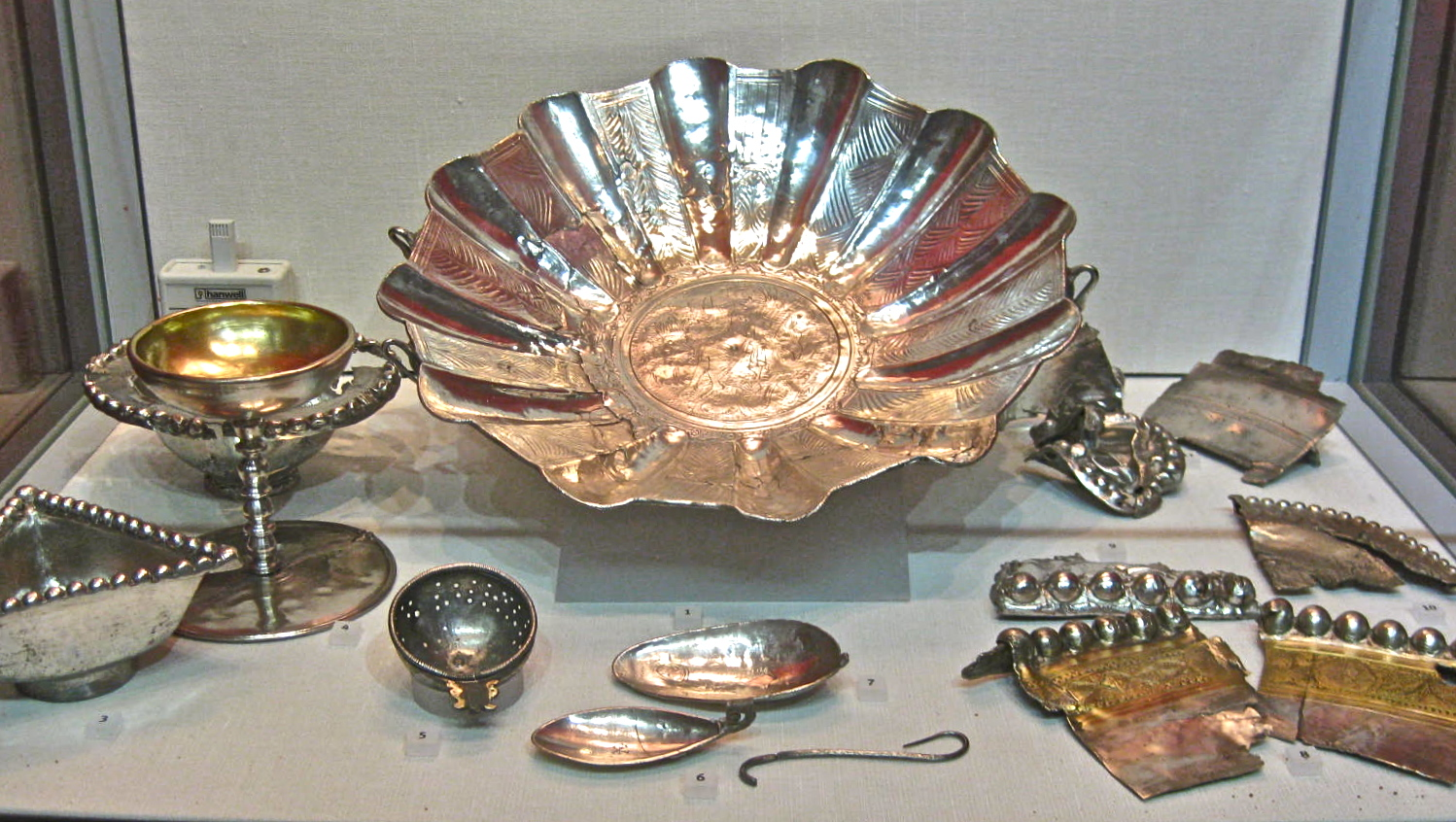
Funde aus dem Schatz von Traprain Law

Der Schatz von Traprain Law ist ein bedeutender Depotfund aus der Spätantike. Die Funde wurden im Traprain Law Hillfort bei Haddington (East Lothian) im Südosten Schottlands entdeckt. Der Fundplatz liegt jenseits des Hadrianswalls.

## Fundgeschichte

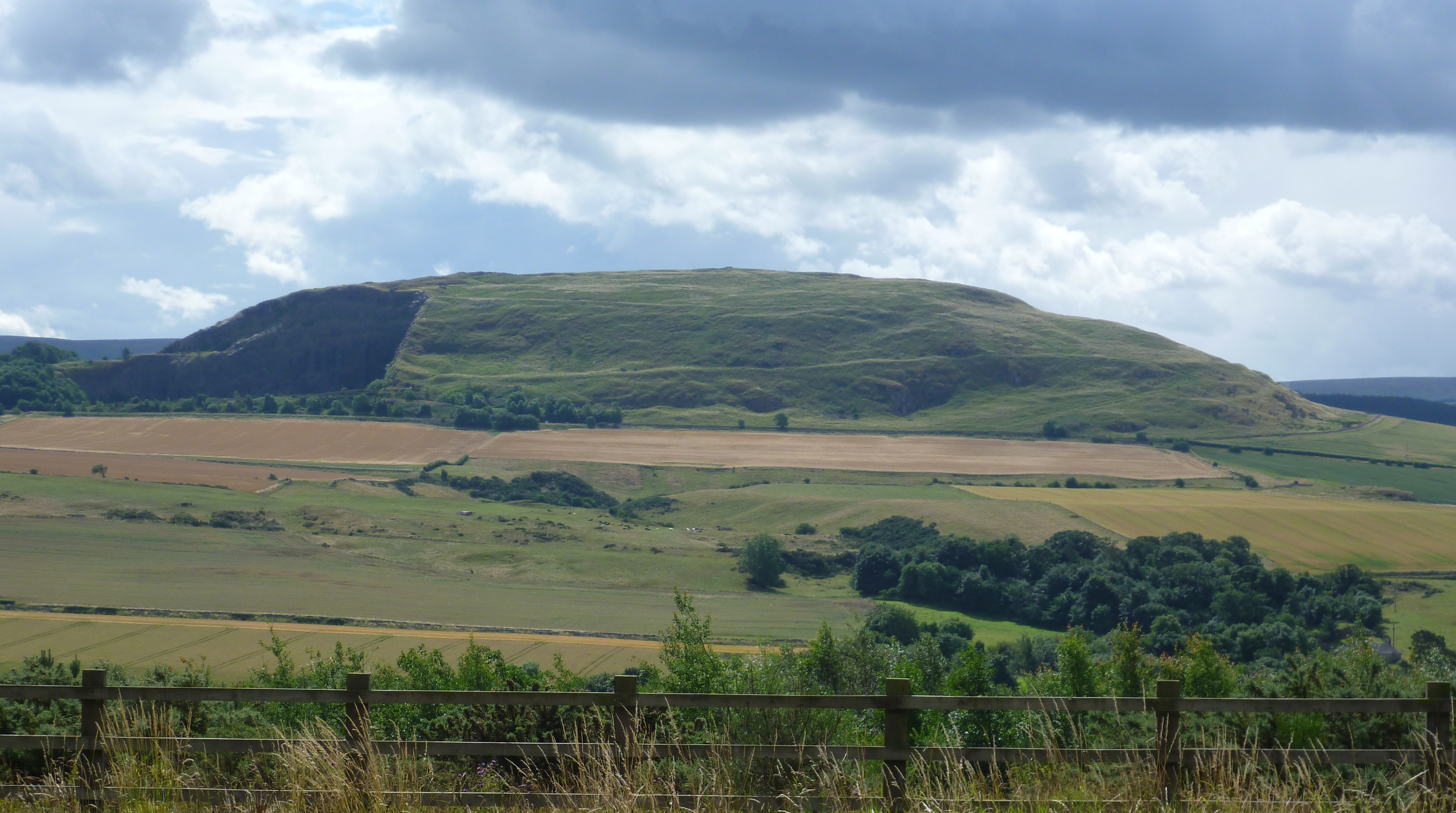
Traprain Law

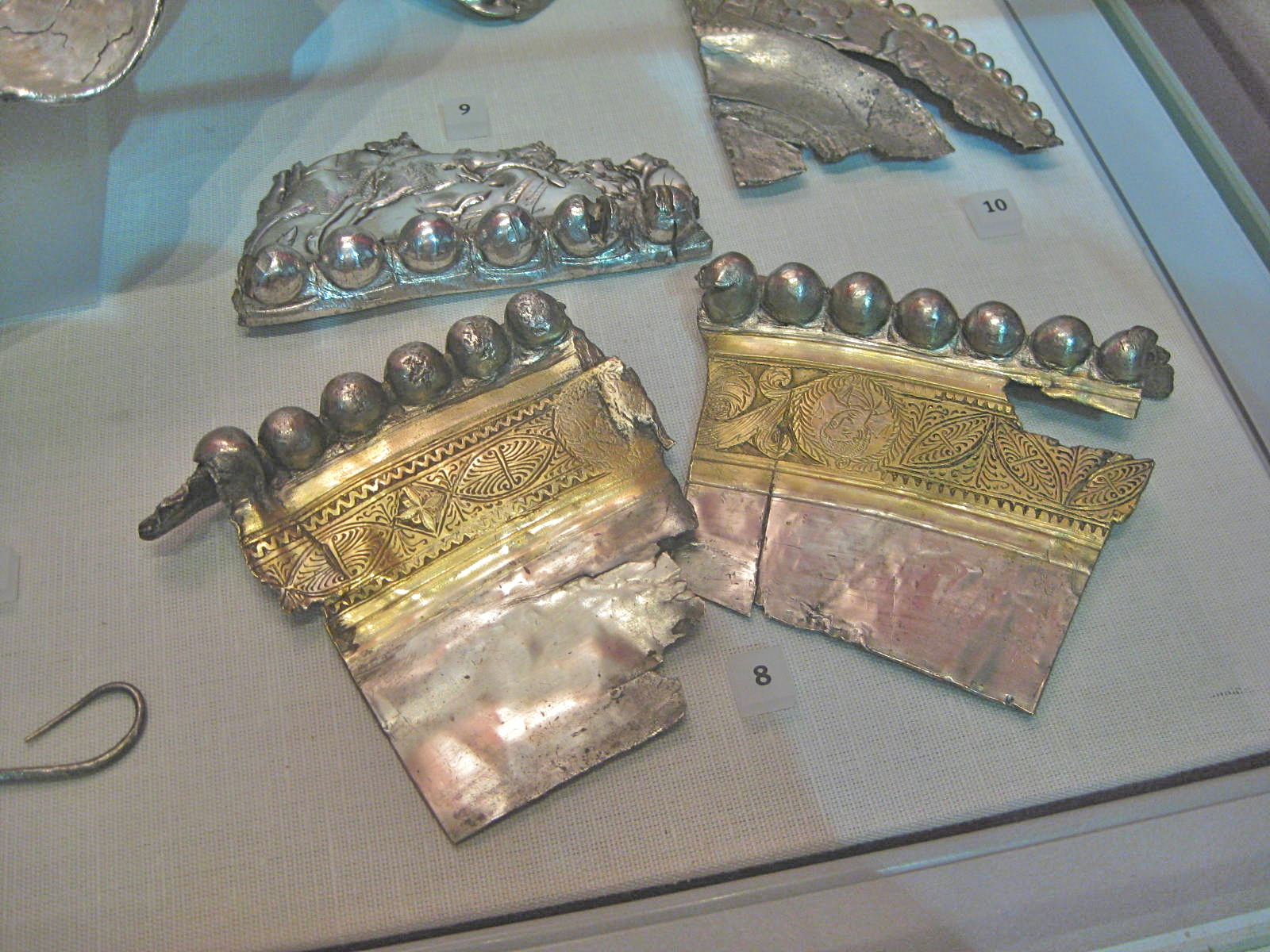
Hacksilber aus dem Schatz von Traprain Law

Der Schatz wurde im Mai 1919 bei Grabungen im Hillfort Traprain Law durch Alexander Ormiston Curle ausgegraben. Er wurde in einer Grube innerhalb einer Häusergruppe auf den obersten Ebenen der Westschulter des Hügels von Traprain Law gefunden.
Bei den meisten Fundstücken handelt es sich um Hacksilber, die Objekte wurden also vor der Verbergung absichtlich zerstört. Das Gesamtgewicht liegt über 23 kg, damit ist der Fund der größte seiner Art. Von vielen Gegenständen sind nur kleine Fragmente vorhanden, das Gesamtgewicht aller Teile war ursprünglich also wesentlich höher. Zu größeren Teilen erhalten sind beispielsweise eine Waschschüssel, mehrere unterschiedlich geformte Schalen, Becher mit profiliertem Stengelgriff, aber auch die Laffen von Esslöffeln und von einem Sieblöffel.
Zum Fund gehören auch Münzen, die jüngste (Schlussmünze) von Honorius (393–423), wonach der Vergrabungszeitraum in das 5. Jahrhundert datiert wird.
Die Objekte befinden sich im National Museum of Scotland in Edinburgh. Einige Objekte wurden kurz nach der Auffindung von der Firma Brook & Son in Edinburgh restauriert, die auch Kopien für den Verkauf anfertigte.
Nicht zu dem Fund gehört die in der Nähe gefundene Traprain Law Chain.

## Der Traprain Law
Der Traprain Law (auch Dumpender Law) ist ein etwa 220 m hoher Hügel. Hier befand sich ein Hillfort oder Oppidum, das in seiner maximalen Ausdehnung etwa 16 ha umfasste. Der Hügel war bereits um 1500 v. Chr. eine Grabstätte und wies nach 1000 v. Chr. eine Besiedlung und Anzeichen von Umwallung auf. Die Wälle wurden in den folgenden Jahrhunderten mehrmals umgebaut und neu ausgerichtet. 
Ausgrabungen haben gezeigt, dass es während der späten Eisenzeit von etwa 40 n. Chr. bis zum letzten Viertel des 2. Jahrhunderts (als der Antoninuswall bemannt war) besiedelt war. Im 1. Jahrhundert n. Chr. verzeichneten die Römer die keltischen Votadini als Stamm in der Gegend und es wird allgemein angenommen, dass Traprain Law die von Ptolemäus Curia genannte wichtige Siedlung war. Als Königreich trugen sie die brythonischen Version ihres Namens Gododdin. Traprain Law soll ihre Hauptstadt gewesen sein, bevor sie nach Din Eidyn (im heutigen Edinburgh) umzogen. 

### Namensgeschichte
Der Hügel ist erst seit dem späten 18. Jahrhundert als Traprain Law bekannt. Davor wird er auf alten Karten Dunpendyrlaw genannt. Die alternative Schreibweise „Dounprenderlaw“ wurde 1547 verwendet, als auf dem Hügel ein Signalfeuer unterhalten wurde, um vor einer englischen Invasion zu warnen. Lokal wird er insbesondere von den Fischern, die ihn als Seezeichen nutzen als Dunpelder bezeichnet. Der Name bedeutet „Festung der Speerschäfte“. 
Als „Dunpeldyr“ Hauptstadt von König Lot von Lothian, erscheint der Traprain Law in Mary Stewarts Merlin-Trilogie. 

### Archäologie
Ein von Alexander O. Curle und J. E. Cree geleitetes Team grub zwischen 1914 und 1923 im Fort, wobei sie unter dem Rasen Schichten fragmentierter Stein- und Holzhäuser fanden.

## Loth Stone

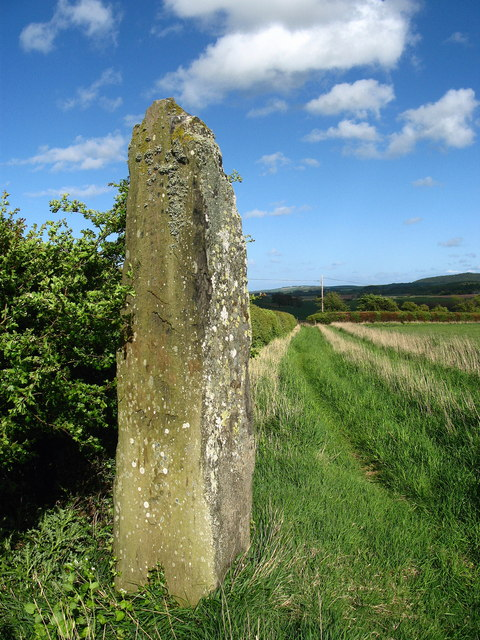
Loth Stone

Etwa 300 Meter südsüdwestlich des Fußes des Traprain Law befindet sich ein vierseitiger säulenartiger Menhir, der sich leicht nach Nordwesten neigt. Er ist etwa 2,5 m hoch. Er ist als „Loth-Stein“ bekannt, da Loth der Überlieferung nach hier begraben wurde. Östlich des Steins liegt eine 1861 entdeckte Steinkiste.